# Yoku
 (mars 2017).
Si vous disposez d'ouvrages ou d'articles de référence ou si vous connaissez des sites web de qualité traitant du thème abordé ici, merci de compléter l'article en donnant les références utiles à sa vérifiabilité et en les liant à la section « Notes et références ».
«Yoku »  Yokū  (欲 ·慾 ) est l'esprit de l'amour dans la mythologie japonaise. Le mot "Yoku", qui signifie le désir, décrit trois divinités qui sont : Tonyoku , Gayoku et Unyoku, et qui représentent l'avidité, la cupidité et l’égoïsme.
On peut retrouver des similitudes avec des divinités des mythologies grecque, romaine et indienne, telles que Eros ou Kâma. Caractérisées par un carquois et des flèches, elles symbolisent le désir amoureux, et rendent leurs victimes amoureuses, ou au contraire insensibles à l'amour.